# 平野洋一郎
平野 洋一郎（ひらの よういちろう、1963年8月25日 - ）は、アステリア株式会社（東証プライム上場、旧：インフォテリア株式会社）代表取締役社長。XMLの将来性に着目し1998年に日本で最初のXML専業ソフトウェア開発会社を設立した。公職として、一般社団法人ブロックチェーン推進協会代表理事。MIJSコンソーシアム理事。京都大学経営管理大学院特命教授。元青山学院大学大学院客員教授。XML技術者育成推進委員会副会長など。

## 経歴
- 1963年 - 熊本県生まれ[1]。
- 1982年 - 熊本県立熊本高等学校卒業。
- 1983年 - 熊本大学工学部中退。株式会社キャリーラボにて「JET-8801A」など日本語ワープロソフトの開発に従事。
- 1987年 - ロータス株式会社入社。製品企画、マーケティングに従事。
- 1998年 - インフォテリア株式会社（現：アステリア株式会社）を創業し、代表取締役社長に就任。（現職）
- 2007年 - インフォテリア株式会社を創業社長として東証マザーズに上場させる。
- 2008年 - 青山学院大学大学院客員教授に就任。
- 2016年 - ブロックチェーン推進協会の発起人となり理事長（現：代表理事）に就任。
- 2018年 - インフォテリア株式会社を創業社長として東証一部に上場させる。
- 2018年 - インフォテリア株式会社を東証一部上場を記念してアステリア株式会社に改名。
- 2022年 - アステリア株式会社が東証プライム市場に上場。
- 2022年 - 出資先のGorilla Technology社がナスダックに上場。社外取締役を継続。
- 2022年 - ノーコード推進協会の発起人となりファウンダーに就任。
- 2023年 - 京都大学経営管理大学院の特命教授に就任。[2]

## 主要公職
- 京都大学経営管理大学院 特命教授（2023年 - 現職）
- ノーコード推進協会 ファウンダー（2022年 - 現職）
- 熊本経済同友会 常任幹事（2021年 - 現職）
- ひとよしくま熱中小学校 校長（2021年 - 現職）
- 東京江原会 副会長（2020年 - 現職）
- 熊本創生企業家ネットワーク 理事（2018年 - 2021年）
- ブロックチェーン推進協会 代表理事[3]（2016年 - 現職）
- 先端IT活用推進コンソーシアム 副会長[4]（2010年 - 2021年）
- MIJSコンソーシアム 理事（2009年 - 現職）、理事長（2014年 - 2016年）
- 青山学院大学大学院 客員教授（2008年 - 2012年）
- XML技術者育成推進委員会 副会長[5]（2001年 - 現職）
- 社団法人XBRL Japan 理事（2001年 - 2012年）
- XMLコンソーシアム[6] 副会長（2000年 - 2010年）